# Himbacina
La himbacina es un pseudoalcaloide policétido piperidínico aislado de la corteza de Himantandra baccata e Himantandra belgraveana (sin. Galbulimima) (Himantandraceae). [α]14D = +63  (c, 1.04 en cloroformo). Es un antagonista del receptor muscarínico M4; por esta condición se le utiliza como herramienta para la diferenciación entre sitios de los receptores muscarínicos. También actúa como agente antiespasmódico. Su pKa es de 9.3 en una solución al 50% de etanol.